# 奥尔特河畔圣皮埃尔
奥尔特河畔圣皮埃尔（法語：Saint-Pierre-sur-Orthe，法語發音：[sɛ̃ pjɛʁ syʁ ɔʁt]）是法国马耶讷省的一个旧市镇，位于该省东部偏北，和萨尔特省接壤，属于马耶讷区。2021年，奥尔特河畔圣皮埃尔与邻近的2个市镇合并为新市镇奥尔特河畔维马丹，奥尔特河畔圣皮埃尔为新市镇行政中心。

## 地理
奥尔特河畔圣皮埃尔（48°12'39"N, 0°12'27"W）面积31.66 平方千米，位于法国卢瓦尔河地区大区马耶讷省，该省份为法国西北部内陆省份，北起芒什省和奧恩省，西接伊勒-维莱讷省，南至曼恩-卢瓦尔省，东临萨尔特省。
与奥尔特河畔圣皮埃尔接壤的市镇（或旧市镇、城区）包括：圣日尔曼德库拉梅、勒格雷、锡耶勒纪尧姆、蒙圣让、圣托马-德库尔瑟里耶、圣马丹德科内、维马尔塞。

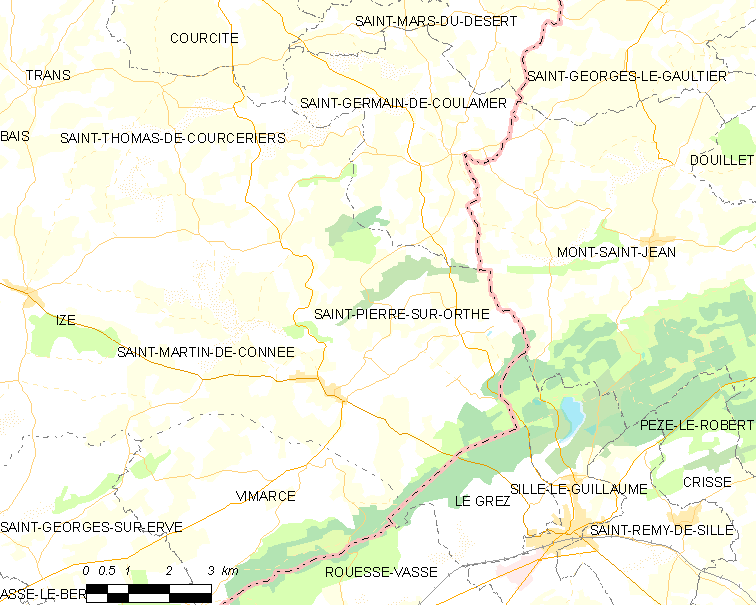
奥尔特河畔圣皮埃尔的OSM定位图

奥尔特河畔圣皮埃尔的时区为UTC+01:00、UTC+02:00（夏令时）。

## 行政
奥尔特河畔圣皮埃尔的邮政编码为53160，INSEE市镇编码为53249。

## 政治
奥尔特河畔圣皮埃尔所属的省级选区为埃夫龙县。

## 人口

1962-2008年间奥尔特河畔圣皮埃尔人口变化图示

奥尔特河畔圣皮埃尔于2018年1月1日时的人口数量为466人。